# Angola Avante
Angola Avante! (Endavant Angola!) és l'himne nacional d'Angola. Va ser adoptat el 1975, després d'independitzar-se de Portugal. Té lletra de Manuel Rui Monteiro i música de Rui Vieira Dias Mingas.

## Lletra
| Portuguès | Català |
| --- | --- |
| Ó Pátria, nunca mais esqueceremos Os heróis do quatro de Fevereiro. Ó Pátria, nós saudamos os teus filhos Tombados pela nossa Independência. Honramos o passado e a nossa História, Construindo no Trabalho o Homem novo, (bis) CORO Angola, avante! Revolução, pelo Poder Popular! Pátria Unida, Liberdade, Um só povo, uma só Nação! (bis) Levantemos nossas vozes libertadas Para glória dos povos africanos. Marchemos, combatentes angolanos, Solidários com os povos oprimidos. Orgulhosos lutaremos Pela Paz Com as forças progressistas do mundo. (bis dos últimas líneas) CORO | Oh Pàtria, mai més oblidarem Als herois del Quatre de Febrer. Oh Pàtria, saludem als teus fills Que van morir per la nostra independència. Honrem el nostre passat i la nostra història Construint mitjançant el treball al nou home. (bis dues últimes línies) COR Endavant, Angola! Revolució pel poder popular! Pàtria unida, llibertat, Un sol poble, una sola nació! (bis) Aixequem les nostres veus alliberades Per a glòria dels pobles africans. Marxem, combatents angolesos, Solidaris amb els pobles oprimits. Orgullosos lluitarem per la Pau Amb les forces progressistes del món. (bis dues últimes línies) COR |